# 張怒潮
張怒潮（1953年8月9日—），中華民國陸軍中將、退休簡任文官，駐外武官出身，生於臺灣基隆，現居桃園中壢，曾任欣泰公司總經理、退輔會花蓮榮家主任、退輔會就養處長、國防部電展室主任、國防部軍備局副局長、陸軍航特部指揮官、國防部軍備局採購中心主任、陸軍司令部副督察長、陸軍航空601旅長、駐新加坡武官等職，畢業於陸軍官校正44期砲兵科，並於中尉砲兵排長時轉官科航空兵科改擔任UH-1H直升機飛官，為陸軍第一位正期班出身之航空兵科中將、也是陸軍航空兵科出身中將之中，首位有在航特部以外單位歷練中將職務的將領，也是首位曾任駐外武官的陸航軍官。張怒潮於擔任航特部指揮官任內曾向時任國防部長高華柱破天荒諫言，強力爭取航空兵科將領出任作戰區指揮官的歷練機會，以求改變以往陸航資深將領擔任完航特部指揮官就得提前退伍的窘境，同時亦是因認為陸航將領有接任軍團指揮官的應備能力。張怒潮在軍中基於軍校情誼因素而長期是李翔宙上將的堅定支柱。張怒潮於退役後曾針對阿帕契打卡案發表評論。張怒潮中將退役至今仍未曾去過中國大陸地區，也曾多次明確表示絕對不會前往中國大陸地區。

## 生平

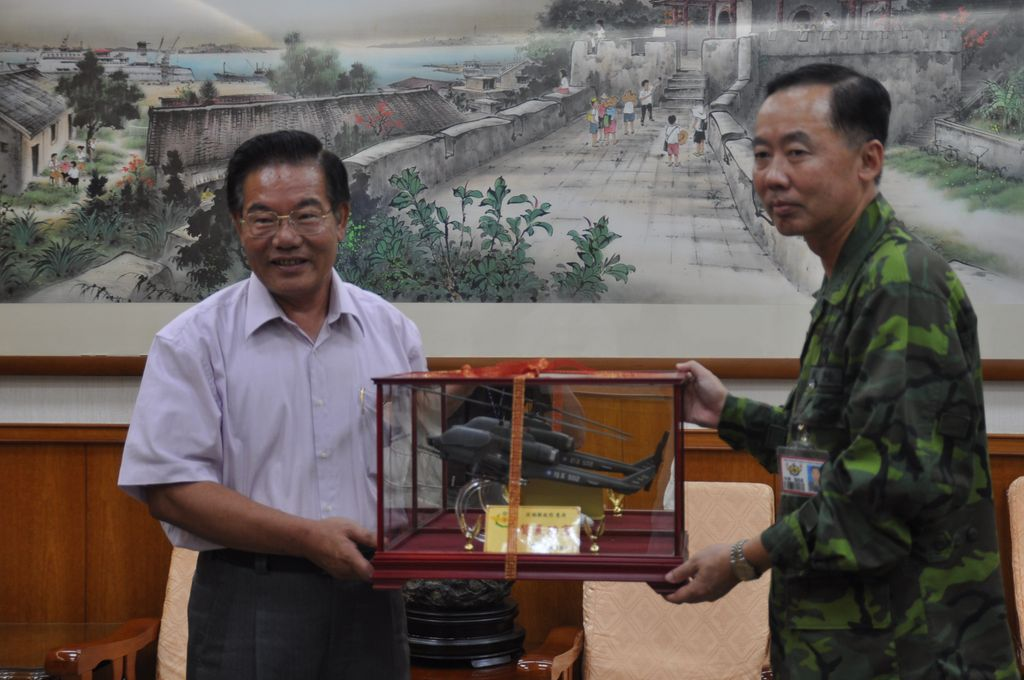
2010年12月10日，陸軍航特部指揮官張怒潮中將拜會澎湖縣縣長王乾發，並致贈戰鬥直升機模型。

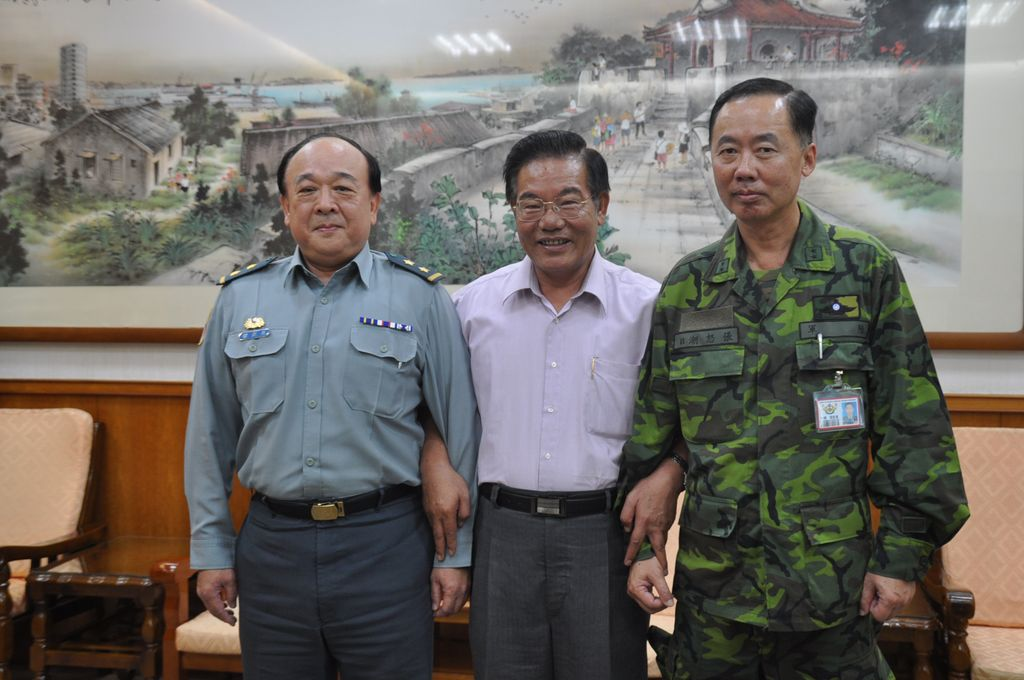
2010年12月10日，升任陸軍副司令後的吳斯懷中將（左；現任中國國民黨立法委員），率陸軍航特部指揮官張怒潮中將例行性拜會澎湖縣縣長王乾發（中）。

張怒潮中將生於臺灣基隆，父親為陸軍退役少將，曾任前總統蔣介石少將侍從與參與徐蚌會戰，並於戰後定居基隆。家中有一親兄長現任國立台灣大學數學系教授。
1971年，張怒潮考取陸軍官校正期班，並於1975年畢業於第44期，與43期學長前陸軍司令李翔宙上將為軍校時期摯友，而44期同期同學則包含前國防部長嚴德發、前陸軍金門防衛指揮部指揮官張慶翔、前陸軍花東防衛指揮部指揮官趙希平及共諜林義夫等人。
1977年，晉升中尉，出任砲兵排長，並於同年轉官科為陸軍航空兵科，出任UH-1H直升機飛行員。
2008年，於第二次政黨輪替後首次國軍定期將官晉升時晉升中將，出任國防部採購中心主任，是首次有陸軍航空兵科將領接任採購系統最高主官職位者。
2009年，接任陸軍航空特戰指揮部指揮官。
2013年，自國防部電展室主任退役，並於同年考取行政院退輔會文官，出任退輔會花蓮榮家主任。
2015年，在時任退輔會主委董翔龍力薦下，自公務員退休並獲聘出任國營企業欣泰石油氣公司總經理。
2018年，國營企業總經理任期屆滿三年，按退輔會規定得延任一年為四年，但張怒潮選擇放棄延任機會，提前交棒、讓位予後期學弟接班，由行政院院長賴清德批准下卸下職務，正式退休。現由政大碩士、資深退役少將楊長政繼任其職務。張怒潮退休迄今，未曾前赴中國大陸地區，並曾向身邊友人透漏其明示於退役後絕不會去大陸地區。